# Communauté de communes des Trois Cantons (Doubs)
Pour l'intercommunalité homonyme, voir Communauté de communes des Trois Cantons (Ardennes).
La communauté de communes des Trois cantons est une ancienne communauté de communes française située dans le département du Doubs et la région Bourgogne-Franche-Comté.

## Historique
Cette intercommunalité a été créée à la fin de l'année 2001, remplaçant alors un SIVOM du même nom datant de 1998.
La commune de Bretigney adhère à la communauté de communes le 1er janvier 2013. Elle était auparavant membre de la communauté de communes des Isles du Doubs.
Le 1er janvier 2017, les communes sont rattachées à Pays de Montbéliard Agglomération.

## Composition
La communauté de communes des Trois cantons regroupe 11 communes des cantons de L'Isle-sur-le-Doubs, Montbéliard-Ouest, et Pont-de-Roide :
| Nom                        | Code Insee | Intercommunalité                     | Superficie (km2) | Population (dernière pop. légale) | Densité (hab./km2) |
| -------------------------- | ---------- | ------------------------------------ | ---------------- | --------------------------------- | ------------------ |
| Colombier-Fontaine (siège) | 25159      | CA Pays de Montbéliard Agglomération | 7,66             |                                   | 177                |
| Berche                     | 25054      | CA Pays de Montbéliard Agglomération | 3,11             |                                   | 154                |
| Beutal                     | 25059      | CA Pays de Montbéliard Agglomération | 5,78             |                                   | 50                 |
| Bretigney                  | 25093      | CA Pays de Montbéliard Agglomération | 1,83             |                                   | 41                 |
| Dampierre-sur-le-Doubs     | 25191      | CA Pays de Montbéliard Agglomération | 3,16             |                                   | 147                |
| Étouvans                   | 25224      | CA Pays de Montbéliard Agglomération | 6,56             |                                   | 121                |
| Longevelle-sur-Doubs       | 25345      | CA Pays de Montbéliard Agglomération | 8,31             |                                   | 82                 |
| Lougres                    | 25350      | CA Pays de Montbéliard Agglomération | 5,97             |                                   | 131                |
| Montenois                  | 25394      | CA Pays de Montbéliard Agglomération | 8,03             |                                   | 191                |
| Saint-Maurice-Colombier    | 25524      | CA Pays de Montbéliard Agglomération | 13,29            |                                   | 68                 |
| Villars-sous-Écot          | 25618      | CA Pays de Montbéliard Agglomération | 11,48            |                                   | 31                 |